# Juan Bautista de Poza
Juan Bautista de Poza, né en 1588 à Bilbao et mort le 6 février 1659 à Cuenca, est un théologien jésuite espagnol d'origine basque, fils du célèbre juriste, mathématicien, cosmographe et basquophile Andrés de Poza.

## Biographie
Entré dans la compagnie le 21 mars 1609 à Alcalá de Henares, ordonné en 1611, il fit la profession des quatre vœux le 28 mai 1620 à Murcie.
Après ses études, il enseigna la rhétorique à Madrid (jusque 1613), la philosophie et la théologie à Alcalá (jusque 1622) et ensuite 11 ans l'Écriture Sainte à Murcie (1618) et à Madrid (1627). Proposé pour la chaire d'éthique au nouveau Collège impérial de Madrid en 1628, il donna sa première leçon De placitis Philosophorum le 27 février 1629, une tentative de systématiser l'histoire de la philosophie exposée en castillan et de manière relativement libre par rapport à la tradition scolastique.
L'œuvre la plus connue du P. Poza était aussi la plus controversée : à savoir son Elucidarium Deiparae, un immense tome consacré à "la chronographie et géographie des mystères de la Vierge". Un deuxième tome consacré à la multiple maternité de Marie, de ses vertus, de sa sainteté, de sa mort, de sa gloire et de ses prérogatives était annoncé.
Son ouvrage se caractérise par certaines applications erronées et extravagantes, par des cas concrets surprenants, mais il attira surtout l'attention pour sa tentative de défendre l'Immaculée Conception en se basant sur la continuité physico-organique entre la Mère et le Fils, raison pour laquelle Marie serait immunisée des défauts corporels dérivés du Péché originel. Son principal accusateur fut l'ex-jésuite et ex-carmélite Juan del Espino.
Face à ces dénonciations, Poza multiplia les apologies, les mémoires et les défenses de son œuvre, n'écoutant les conseils de modération et de silence émanant du P. général Muzio Vitelleschi. Le 11 avril 1628, l'œuvre fut finalement placée à l'Index donec corrigatur. Ses tentatives continuelles de vouloir justifier ses idées aggravèrent sa cause, et le 9 septembre 1632, toutes ses œuvres furent interdites, y compris sa Pratique de bien mourir qui avait connu une ample diffusion. L'importante correspondance du P. Général laisse apercevoir qu'on a tenté de le faire venir à Naples, tout en s'assurant qu'on ne l'appellerait jamais à Rome, mais finalement Philippe IV interdisait qu'il sortit d'Espagne. On le menaça également d'expulsion de la Compagnie de Jésus, et en 1633, l'Inquisition espagnole commença un procès dont il sortit "blanchi" en 1637 et fut réintégré dans sa chaire. À partir de 1640, il vécut retiré à Navalcarnero et ensuite à Cuenca, où il mourut.

## Œuvres
- Rhetoricae compendium, Madrid, 1615.
- Elucidarium Deiparae, Alcalá, 1626 ; Lyon, 1627.
- Primeras lecciones por la Catedra de Placitis philosophorum, Madrid, 1629.
- Votum Platonis. De iuxto examine doctrinarum, Zaragoza, 1631.
- Practica de ayudar a bien morir, Madrid, 1619, avec 12 éditions et traductions.
- Memorial para la religion de San Francisco, Madrid, 1628.